# Savio Hon Tai-Fai
Mons. Savio Hon Tai-Fai (21. října 1950, Hongkong) je hongkongský římskokatolický kněz, arcibiskup, apoštolský nuncius Malty a člen Salesiánů Dona Boska.

## Život
Narodil se 21. října 1950 v Hongkongu. Po studiu na Salesiánské školy, složil dne 15. srpna 1969 své první sliby. Dne 15. srpna 1975 složil své věčné sliby. Na kněze byl vysvěcen 17. července 1982 biskupem Johnem Baptistou Wu Cheng-chungem. Na Londýnské univerzitě získal bakaláře z filosofie a na Papežské salesiánské univerzitě v Římě doktorát z teologie.
Učil jako hostující profesor v různých seminářích v Číně. Jeho vědecké práce se objevily v různých publikacích, zvláště teologické. Dohlížel na překlad do čínštiny Katechismu katolické církve.
Roku 1999 se stal členem Papežské teologické akademie. Od roku 2004 sloužil jako člen Mezinárodní teologické komise. Poté byl profesorem teologie Hongkongského semináře. Dne 23. prosince 2010 byl papežem Benediktem XVI. jmenován titulárním arcibiskupem ze Sily a sekretářem Kongregace pro evangelizaci národů. Stal se nástupcem Roberta Saraha který se stal předsedou Papežské rady Cor Unum.
Po oznámení jeho jmenování řekl "První věc kterou udělám je modlitba za Boží milost, abych se stal vhodným nástrojem. Otec Savio Hon Tai-Fai zná papeže po mnoho let, od té doby kdy jako tehdejší kardinál Ratzinger byl předsedou ex officio Mezinárodní teologické komise v jeho roli prefekta Kongregace pro nauku víry.
Biskupské svěcení přijal spolu s Marcellem Bartoluccim dne 5. února 2011 z rukou papeže Benedikta XVI. a spolusvětiteli byli kardinál Angelo Sodano a kardinál Tarcisio Bertone.
Je členem Papežské rady pro jednotu křesťanů.
Dne 6. června 2016 se stal apoštolským administrátorem sede plena arcidiecéze Agaña, kterým byl až do 31. října stejného roku.
Dne 28. září 2017 jej papež František jmenoval apoštolským nunciem v Řecku.
Dne 24. října 2022 byl jmenován apoštolským nunciem na Maltě